# Stepa ponto-caspică

Stepa ponto-caspică trasată peste frontierele actuale.

Stepa ponto-caspică, pontico-caspică, numită și stepa pontică este o imensă stepă, care se întinde de la coasta de nord a Mării Negre (în antichitate, numită Pontus Euxinus), până la Marea Caspică, la est, care face parte din marea stepă eurasiană.
Stepa are o suprafață de aproximativ 994,000 km² și se extinde din estul României prin sudul Republicii Moldova, Ucraina, sud-vestul Rusiei și Kazahstanul de nord-vest până spre terminația sudică a Uralului, unde trece în stepa kazahă. Stepa pontico-caspică se învecinează la nord de silvostepa est-europeană, o zonă de tranziție a stepelor și a pădurilor mixte, în sud, se extinde până la Marea Neagră, cu excepția Crimeii și a Caucazului de vest, unde pădurile subtropicale definesc marginea sudică a stepei.
Prezenta stepă, precum și Mările Neagră și Caspică sunt rămășițe ale Mării Turgai, al bazinului Paratethys, care se întindea la sud și la est de Urali și cuprindea cea mai mare parte a Câmpiei Siberiei de vest existentă în mezozoic și cainozoic.
Cercetările genetice au identificat această regiune drept locul cel mai probabil în care caii au fost inițial domesticiți.

## Legături externe
- en  Google maps: Pontic-Caspian steppe